# Confédération générale du travail unitaire
La Confédération générale du travail unitaire (CGTU) est une organisation syndicale française qui a existé de 1921 à 1936.
Elle est née de la volonté d'une partie minoritaire de la Confédération générale du travail de s'affilier à l'Internationale syndicale rouge, liée à l'Internationale communiste. La CGTU a donc été liée, pendant toute son existence, au Parti communiste français (Section française de l'Internationale communiste), séparé depuis 1920 de la SFIO. Elle a cependant attiré au départ des militants révolutionnaires d'autres tendances, notamment des syndicalistes-révolutionnaires et des anarchistes. Minoritaires, ces courants sont marginalisés et certains de leurs militants quittent la CGTU.
En mars 1936, dans l'élan du Front populaire, la CGT et la CGTU se réunifient à l'occasion du congrès de Toulouse.

## Histoire

### La CGT pendant la Première Guerre mondiale

#### La minorité pacifiste de 1914 à 1917
Dès le début de la Première Guerre mondiale, une minorité refuse l'Union sacrée que soutient la majorité confédérale menée par Léon Jouhaux. Cette minorité s'exprime lors du comité confédéral national de la fin de l'année 1914. Pierre Monatte démissionne en janvier 1915, la lettre ouverte qu'il publie à cette occasion pour dénoncer la chauvinisme de la majorité est diffusée en tract. Autour de Pierre Monatte et d'Alphonse Merrheim, La Vie Ouvrière mène une action pacifiste malgré la censure, relayée à l'étranger par Romain Rolland et des révolutionnaires russes, comme Léon Trotsky. Le 1er mai 1915, le journal de la Fédération des métaux publie un numéro spécial expliquant la guerre comme un conflit interimpérialiste. Léon Jouhaux convoque alors une conférence nationale des fédérations et unions de la CGT, qui se tient le 15 août 1915. La motion minoritaire dénonçant l'« Union sacrée » obtient 27 voix contre 79 pour la motion majoritaire.
Quelques semaines plus tard, les représentants de la minorité de la CGT à la conférence de Zimmerwald, Alphonse Merrheim et Albert Bourderon participent à la rédaction du manifeste qui sera ensuite distribué par La Vie Ouvrière et la Fédération des métaux, mais ils s'opposent à Lénine sur la création d'une « IIIe Internationale ». Pour répondre au manifeste de Zimmerwald, Léon Jouhaux publie en janvier 1916 la brochure, La Majorité confédérale et la guerre.
Lors de la conférence de décembre 1916, Jouhaux est approuvé par 99 voix contre 26 et 8 abstentions, y compris le bilan de la Conférence de Leeds qui s'est tenue pendant l'année entre les confédérations des Alliés et qui prépare la reconstruction de la Fédération syndicale internationale. Mais la minorité se divise entre plusieurs comités, le Comité pour la reprise des relations internationales de Fernand Loriot et Alphonse Merrheim, le Comité de défense syndicale, plus syndicaliste-révolutionnaire, et le Comité de défense du socialisme international plus modéré.

#### L'année 1917
L'année 1917, alors que le conflit paraît s'enliser, est marquée par une augmentation considérable de l'agitation dans les usines, avec une explosion des grèves et des manifestations dans lesquelles s'insèrent les militants pacifistes. Albert Thomas, ministre de l'Armement, instaure alors les délégués ouvriers dans les usines pour faire baisser la tension. Dans ce climat relativement tendu, la nouvelle de la révolution d'Octobre en Russie soulève un immense espoir, donnant un élan aux minoritaires. Lors de la conférence de décembre 1917 à Clermont-Ferrand, Léon Jouhaux qui constate lui aussi l'élan révolutionnaire, tend la main à Alphonse Merrheim et soumet au vote une motion se réclamant à la fois du président Wilson et de la révolution russe. Cette motion est adoptée à l'unanimité, moins deux voix (dont celle de Fernand Loriot).

#### L'affirmation de la minorité révolutionnaire (1918-1919)
Lors de son 13e Congrès en juillet 1918, Léon Jouhaux et la majorité confédérale obtiennent une double victoire en obtenant le ralliement d'Alphonse Merrheim et Georges Dumoulin à leur résolution, adoptée par 908 mandats, contre 253 et 46 abstentions, et surtout, en faisant voter une réforme des statuts qui achève l'intégration des structures issues de la Fédération nationale des syndicats et de la Fédération des bourses du travail et renforce le poids de l'appareil confédéral. L'autonomie des fédérations et des bourses est abolie.
En décembre, le CCN adopte un « programme minimum » et la CGT se dit attachée à une politique de présence dans les organismes paritaires mis en place à l'occasion du conflit. Elle montre son attachement aux quatorze points de Wilson en adressant une lettre de soutien au président américain. La majorité voit sa position renforcée par les lois sur les conventions collectives et sur la journée de 8 heures, et la mise en place de l'organisation internationale du travail.
Cependant, le groupe de La Vie Ouvrière accuse la majorité de trahison et d'impréparation lors des grèves de juin 1919. Lors du congrès de septembre 1919, la minorité révolutionnaire s'affirme avec plus de 300 mandats. À la même période, la CGT connait un afflux d'adhérents, et atteint le million de syndiqués, mais la majorité défend ses orientations réformistes et, au niveau international, participe pleinement aux travaux de la Fédération syndicale internationale.

### La rupture

#### La crise de 1920-1921
Au printemps 1920, de grands mouvement de grèves traversent la France. Un mouvement par vagues mené par la CGT s'affronte cependant à une répression très efficace du gouvernement Millerand et du patronat. La majorité décide alors d'arrêter le mouvement lors du CCN de la fin mai 1920. Certains, particulièrement les cheminots, refusent : la répression s'abat férocement, avec 18 000 révocations. Les effectifs syndicaux s'effondrent, et les positions à l'intérieur de la Confédération se radicalisent.
Le 3 octobre 1920, la minorité révolutionnaire crée les Comités syndicalistes révolutionnaires (CSR) dont le secrétaire est Pierre Monatte. Ces CSR progressent au sein de l'appareil et gagnent peu à peu des fédérations entières, comme les Cheminots ou les Métallos. En décembre a lieu la scission entre la SFIO et le Parti communiste (SFIC).
Le 16e congrès de la CGT en juillet 1921 à Lille est marqué par une très forte tension entre les deux tendances, dont les délégués s'affrontent physiquement. Cependant, la majorité confédérale, menée par Léon Jouhaux rassemble 53 % des mandats sur sa motion. Au CCN de septembre, Jouhaux propose un compromis, une dissolution des CSR contre une démission des dirigeants majoritaires. Au nom des minoritaires, Gaston Monmousseau refuse le compromis. Deux motions s'affrontent, celle de Léon Jouhaux qui interdit la double appartenance (aux CSR et à la CGT) et celle de Léopold Cazals. La motion de Jouhaux obtient 63 votants, Cazals 57.
Les majoritaires vont ensuite mener une politique délibérée d'obstruction à l'activité syndicale des minoritaires.[réf. nécessaire]

#### La naissance de la CGTU
En gestation dans l'esprit de certains militants la création d'une nouvelle organisation a lieu graduellement durant le dernier trimestre de 1921. La Direction de la CGT refusant aux minoritaires la convocation d'un congrès extraordinaire, les minoritaires convoquent une Assemblée des organisations exclues, parmi lesquelles se trouve la Fédération des "Travailleurs des chemins de fer" qui fournit une logistique militante importante. Cette assemblée a lieu à Paris du 22 décembre au 24 décembre. Elle se donne, selon certaines sources, le nom de Congrès unitaire extraordinaire et se termine en se nommant Congrès confédéral unitaire. Avant de se séparer sur les slogans <<Vive l'unité, vive la CGT !>>, le Congrès élit une Commission administrative provisoire et un Bureau confédéral provisoire, composé de trois membres de tendance anarchiste : Paul Cadeau, Labrousse et Pierre Totti.

### Les relations de la CGTU et du PCF

#### L'alignement progressif sur le PCF (1922-1926)
Mais au 1er congrès de la nouvelle confédération, tenu à Saint-Etienne (1922), cette direction est désavouée et doit céder la place à une coalition qui rassemble des syndicalistes se rapprochant de la Section française de l'Internationale communiste (SFIC), sans y adhérer inconditionnellement. C'est ainsi que Gaston Monmousseau, issu du syndicalisme révolutionnaire, rassemble sur le vote d'une adhésion à l'Internationale syndicale rouge 741 voix, alors qu'une résolution défendue par l'anarchiste Pierre Besnard n'obtient que 406 voix.
Le secrétaire général de l'ISR, Alexandre Lozovski, se moque alors de la minorité en inventant le terme d'« anarcho-syndicalisme », conjoint à l'épithète infamant d'« anarcho-réformisme ». Non seulement la minorité refuse la soumission à l'ISR et à la SFIC, considérée comme contraire à la Charte d'Amiens, mais de plus elle considère que les conditions révolutionnaires ne sont pas réunies et qu'il faut donc abandonner le mot d'ordre de grève insurrectionnelle, ce qui la place en porte-à-faux avec les bolcheviques.
Dépité, Le Libertaire titre alors : « La politique a triomphé du syndicalisme, mais elle ne triomphera pas toujours ».
À la veille du Congrès de Bourges de 1923, évoquant la Commune de Kronstadt et autres événements similaires en Russie, les libertaires de la CGTU publient une brochure intitulée La Répression de l’anarchisme en Russie soviétique. La nouvelle direction est loin d'être unanime. Gaston Monmousseau évolue rapidement vers le communisme, tandis que ses collègues Marie Guillot et Léopold Cazals (des PTT) tiennent à préserver un certain degré d'autonomie du syndicalisme. Ils démissionnent en juillet 1923. Le 2e congrès, tenu à Bourges en novembre 1923 marque la victoire du courant bolchevique : 1 114 voix se prononcent pour l'affiliation à l'ISR, 220 contre.
La CGTU glisse alors dans l'orbite communiste, qui n'est pas encore monolithique. Le 11 janvier 1924, des incidents violents opposent une centaine de libertaires venus porter la contradiction lors d'une réunion de la CGTU tenue dans les locaux de la SFIC, au 33 rue de la Grange-aux-Belles. Des coups de feu sont tirés, faisant deux morts, Nicolas Clos (ajusteur) et Adrien Poncet (syndicat unitaire du bâtiment). Chaque partie jette la responsabilité sur l'autre. "Les anarchistes enterrent Adrien Poncet, membre de la commission d'organisation de l'Union anarchiste. Les communistes enterrent Nicolas Clos (que les anarchistes revendiquent pourtant durablement comme un des leurs)".
Les libertaires rompent alors avec la CGTU, créant l'Union fédérative des syndicats autonomes, qui se dédouble en 1926 en Confédération générale du travail - Syndicaliste révolutionnaire (CGT-SR) tandis que l'autre moitié rejoint la CGT.

#### La «bolchevisation» de la CGTU (1926-1934)
De même que le Parti communiste français, la CGTU va subir le processus de la « bolchevisation », qui correspond à un alignement complet sur les positions de la direction du PCUS, c'est-à-dire de Staline.
Jusqu'en 1931, différentes minorités coexistent au sein de la CGTU, animées par des syndicalistes qui récusent à la fois le "réformisme" de Léon Jouhaux et l'alignement inconditionnel sur le parti communiste. Parmi ces minoritaires figure un proche compagnon de Pierre Monatte, dont le journal La Révolution prolétarienne répercute les thèses : Maurice Chambelland. La Fédération unitaire de l'enseignement fait également partie de cette opposition.
En 1931, lors du 6e congrès, la minorité obtient 191 voix, face à une majorité communiste de 1 324 voix. Cette minorité s'était rassemblée en novembre 1930 autour d'un manifeste pour l'unité syndicale, dit Manifeste des 22, signé par des unitaires (Lucie Colliard, Chambelland, Paul Cadeau), des syndicalistes autonomes, et des adhérents de la CGT, Pierre Monatte lui-même, Georges Dumoulin, Léon Digat.
En août 1931, le Bureau exécutif de l'Internationale syndicale rouge (ISR) « invite » les minoritaires à venir s'exprimer à Moscou et surtout se faire réprimander en tant que « réformistes » alliés de la « bourgeoisie ». Antoine Rambaud, de la fédération des Cheminots (réseau État), Victor Engler (ex-membre du Comité central du PCF), Baptiste Bour de la Fédération des Ports et Henri Boville de la Fédération de l'alimentation, sont du voyage. La stalinisation marque le départ définitif, après la scission de la CGT-SR, de cette minorité.
En 1931, la CGTU se dote également d'une « section coloniale » dirigée par l'Algérien Salah Bouchafa.

### Le tournant unitaire et la réunification (1934-1936)
À la suite du changement de stratégie de l'Internationale communiste en 1934 et du rapprochement du PCF avec la SFIO dans le cadre du Front populaire, la CGT et la CGTU se réunifient en 1936 lors du congrès de Toulouse. Benoît Frachon qui, depuis 1933 tend à supplanter Gaston Monmousseau à la direction du syndicalisme communiste, devient un des huit membres du Bureau confédéral de la Confédération générale du travail. Il y est accompagné par Julien Racamond.
Désormais le vocabulaire va les désigner comme « anciens unitaires », tandis que les membres de la CGT maintenus par Jouhaux sont appelés « confédérés ». Jusqu'en 1939, puis de 1944 à 1947, c'est ce critère qui différencie les deux tendances principales de la CGT.

## Les effectifs de la CGTU
Le dénombrement des effectifs syndicaux est un exercice toujours aléatoire, tant les données sont contradictoires selon les sources. Ce ne sont que des repères. Il en est de la CGTU et de la CGT comme des autres syndicats. La CGTU connait une période « euphorique » lors de ses débuts, malgré (ou en raison de) l'existence de plusieurs courants en son sein.
En 1926 (chiffres livrés en 1927), elle parvient à faire jeu égal avec la Confédération de Léon Jouhaux. Elle est en perte de syndiqués à partir de 1927. À l'alignement sur le modèle politique stalinien, qui appauvrit débats et recrutements s'ajoute une désyndicalisation structurelle sous l'effet de la crise économique à partir de 1930. Ce phénomène affecte alors également la CGT.
| Années | Adhérents CGTU | Adhérents CGT |
| ------ | -------------- | ------------- |
| 1921   | 349 000        | 488 000       |
| 1926   | 431 000        | 491 000       |
| 1928   | 370 000        | 554 000       |
| 1930   | 322 000        | 577 000       |
| 1932   | 258 000        | 533 000       |
| 1934   | 264 000        | 491 000       |

Les principaux points d'ancrage de la CGTU étaient lors de sa création : les chemins de fer, la métallurgie, le textile, le bâtiment, les services publics et l'éclairage, le sous-sol. La crise du début des années 1930 touche inégalement le salariat et en conséquence, les syndicats.
| Fédérations                  | Adhérents en 1926 | Adhérents en 1934 |
| ---------------------------- | ----------------- | ----------------- |
| Chemins de fer               | 114 000           | 78 600            |
| Métaux                       | 41 700            | 20 400            |
| Bâtiment                     | 35 800            | 20 400            |
| Textile                      | 32 100            | 14 700            |
| Services publics + Éclairage | 28 300 + 16 800   | 36 800            |
| Sous-sol                     | 22 800            | 14 500            |
| Transports                   | 20 300            | 15 800            |

## Congrès et bureaux confédéraux
La CGTU n'a pas de secrétaire général. Les congressistes élisent un Bureau confédéral, au titre d'une direction collective. Mais après 1927, la présentation des membres de ce bureau ne s'effectue pas selon un ordre alphabétique. Il y a dans ce collectif des membres plus importants que d'autres. À cet égard, Gaston Monmousseau, membre du Bureau dès 1922 est le "numéro 1" de 1929 à 1936. Julien Racamond, présent à partir de 1923, est le "numéro 2" de 1929 à 1933. Il "rétrograde" au troisième rang à partir de 1933 pour laisser place à Benoît Frachon. Malgré une demande des anciens unitaires le Bureau confédéral de la CGT élu à la suite du Congrès de Toulouse (1936) n'intègre en son sein que deux "ex unitaires". Gaston Monmousseau n'y entre pas.
Bien que la CGTU soit formellement créée en 1922 à Saint-Etienne, on peut considérer que le premier congrès a eu lieu en 1921.
- 1921 : Congrès confédéral unitaire du 22 au 24 décembre, Paris, 33 rue de la Grange-aux-Belles :
  - Paul Cadeau[11], 31 ans, ancien secrétaire de l'Union départementale (UD) de l'Indre, trésorier provisoire.
  - Adrien Labrousse, 38 ans[12], cheminot révoqué en 1920, secrétaire de l'Union départementale de Charente Inférieure.
  - Pierre Totti, 39 ans, cheminot révoqué en 1920, secrétaire de l'Union départementale des Bouches-du-Rhône

- 1922 : 1er Congrès, 25 juin-1er juillet , à Saint-Étienne :
  - Gaston Monmousseau, 39 ans, cheminot révoqué, ancien secrétaire de la Fédération des travailleurs des Chemins de fer,
  - Marie Guillot, 41 ans, institutrice (révoquée), trésorière de CGTU, ancienne secrétaire de la Fédération nationale des syndicats de l'Enseignement laïque, secrétaire de la Commission féminine.
  - Léopold Cazals, 30 ans, commis des PTT, ancien secrétaire de l'Union départementale du Doubs.
  - Claudius Richetta, 42 ans, secrétaire de la fédération du Textile.

- 1923 : 2e Congrès, 12-17 novembre, à Bourges :
  - Louis Berrar, 41 ans, ouvrier tôlier, secrétaire général de l'Union syndicale des travailleurs de la Métallurgie de la Seine depuis 1919.
  - Édouard Dudilieux, 42 ans, ouvrier imprimeur, secrétaire général du Syndicat de l'imprimerie et typographie parisienne depuis 1909.
  - Gaston Monmousseau, 40 ans, réélu au Bureau confédéral
  - Julien Racamond, 38 ans, ouvrier boulanger,
  - Lucie Colliard, du secrétariat de la Commission féminine, 46 ans, institutrice révoquée, membre du Comité directeur du Parti communiste dont elle est déléguée permanente à la propagande.

- 1925 : 3e Congrès, 26-31 août, à Paris (Salle du "Chaumont-Palace", 8 rue Mathurin-Moreau, 19e) :
  - Gaston Monmousseau,
  - Louis Berrar,
  - Édouard Dudilieux,
  - Julien Racamond,
  - Alice Brisset, 31 ans, ouvrière dans la confection, secrétaire de la Commission féminine centrale.

- 1927 : 4e Congrès, 19-24 septembre, à Bordeaux (Salle Sacco et Vanzetti, American park) : la même direction est réélue.

- 1929 : 5e Congrès, 15-21 septembre, à Paris :
  - Gaston Monmousseau,
  - Julien Racamond,
  - Georges Claveri, 30 ans, peintre en bâtiment, ancien secrétaire de l'Union départementale de l'Isère.
  - Marcel Gitton, 26 ans, ouvrier du bâtiment (chauffagiste), membre de la direction de la Fédération du Bâtiment,
  - François Billoux, 26 ans, employé, secrétaire général de la Jeunesse communiste.

- 1931 : 6e Congrès, 8-14 novembre, à Paris

La même direction est réélue, sans F. Billoux. Elle prend le nom de Secrétariat confédéral de la CGTU. Une instance intermédiaire est créée, sous l'appellation de Bureau confédéral de la CGTU. En font partie les secrétaires confédéraux, un certain nombre de militants (9) et les secrétaires des trois commissions nationales : Main d'œuvre féminine, Jeunes et Main d'œuvre étrangère.
- Secrétariat confédéral :
  - Gaston Monmousseau,
  - Julien Racamond
  - Marcel Gitton
  - Georges Claveri
- Bureau confédéral : les quatre secrétaires confédéraux et le Bureau confédéral
  - Benoît Frachon, Léon Mauvais, Charles Bourneton, Charles Tillon, Ambroise Croizat, Émile Herclet, Henri Raynaud, Lucien Midol, Maurice Simonin, Bernadette Cattanéo, de la Commission féminine, Georges Charrière, (de la Commission Jeunes)

- 1933 : 7e Congrès, 23-29 septembre, à Paris :
- élections de 5 secrétaires confédéraux,
  - Gaston Monmousseau,
  - Benoît Frachon,
  - Julien Racamond,
  - Léon Mauvais,
  - Marcel Gitton,
- auxquels est adjoint un Bureau confédéral composé de 9 autres membres :
  - René Arrachard, Georgette Bodineau, Ambroise Croizat, Henri Gourdeaux, Eugène Hénaff, Lucien Midol, André Parsal, Claudius Richetta, Pierre Semard.

- 1935 : 8e Congrès, 24-27 septembre, à Issy-les-Moulineaux : le même bureau est reconduit jusqu'au Congrès d'unité de la CGT à Toulouse, en mars 1936.